# Torpedo humano SLC Maiale
El SLC  (Siluro a Lenta Corsa), (Torpedo de navegación lenta); coloquialmente llamado Maiale (Cerdo) fue un torpedo humano utilizado durante la Segunda Guerra Mundial. El nombre se refiere, comúnmente, a las armas que la Regia Marina y después la Royal Navy con una copia denominada Chariot, desplegaron en el Mediterráneo para atacar embarcaciones en los puertos enemigos. El dispositivo es, básicamente, un vehículo de propulsión para buceo.

## Historia
El Siluro a Lenta Corsa deriva de la modificaciones realizadas a un torpedo alemán por el comandante de ingenieros navales Raffaele Rossetti y el capitán médico Raffaele Paolucci y que fue utilizado por ambos en la Primera Guerra Mundial para hundir el acorazado austrohúngaro SMS Viribus Unitis anclado en el puerto de Pola.
Basándose en dicha idea fue concebido el primer SLC en 1935, diseñado por el capitán del Genio Navale Teseo Tesei, muerto posteriormente en acción con su Maiale en Malta. Los dos primeros prototipos fueron probados en octubre de 1935 en La Spezia ;  las pruebas fueron tan satisfactorias, que se encargó la construcción de otros dos SLC. En 1939, el departamento de la marina encargado del adiestramiento y uso de los SLC fue trasladado a una base secreta ubicada en Bocca di Serchio (Toscana); frente a la desembocadura del río Serchio, donde dicha arma fue evaluada intensamente y perfeccionada.  
El mote "Maiale" (cerdo) fue acuñado jocosamente por los tripulantes debido a las pésimas características de navegabilidad de los SLC, que requerían un gran esfuerzo para mantenerlos en rumbo y nivelados.

## Características
Los primeros SLC desarrollados poco antes del estallido de la Segunda Guerra Mundial, eran de 7,30 m de largo y, estaban propulsados por un motor eléctrico de 1,6 CV de potencia, suministrada desde una batería de acumuladores. La velocidad máxima en principio era de 3 nudos con un alcance de unos 15 kilómetros a una velocidad de 2,5 nudos. Para la navegación estaba provisto un tablero de control con la palanca de mando de los hidroplanos de profundidad y dirección, compás magnético, profundímetro, reloj, voltímetro, dos amperímetros, un nivel de burbuja para el control de la estabilización longitudinal y controles para los compartimientos estancos de estabilización. Además contaba con un compartimiento con las herramientas necesarias para realizar las misiones, como fijar el aparejo en el casco del buque enemigo y cortar las redes antisubmarinos enemigas.
El vehículo constaba de tres secciones: en la primera u ojiva de servicio, de forma redondeada para facilitar la navegación, se colocaba la carga de aproximadamente 230 kg de tritolital (también llamado torpex ). Esta ojiva de servicio era desmontable de la parte central del SLC y tenía un cáncamo en la parte superior para sujetarlo al aparejo en el casco del buque enemigo. La sección media del SLC, llamado cuerpo central, contenía las baterías, tablero de control, compartimientos de herramientas y servía de asiento para los dos tripulantes, los cuales navegaban a horcajadas sobre el SLC. La tercera sección, o cola, tenía forma troncónica y contenía el motor eléctrico y el sistema de dirección y propulsión.

## Perfil ataque
Ataque contra un barco enemigo: los SLC eran transportados en compartimentos cilíndricos especiales sellados, montados en la cubierta del submarino nodriza -normalmente delante y detrás de la vela (torre)- dentro del cual estaban los buceadores de combate. Aproximándose a la menor distancia posible del puerto enemigo, teniendo en cuenta las dificultades naturales y las defensas enemigas, los buceadores procedían a extraer los SLC de los cilindros y asegurarse de que no habían sido dañados durante el traslado, procediendo a acercarse a toda velocidad hacia la entrada del puerto, siguiendo las indicaciones de la brújula.
Durante la aproximación los tripulantes mantienen la cabeza fuera del agua para la orientarse y para respirar el aire natural; mientras tanto, la velocidad se reduce al entrar en el radio de vigilancia de los centinelas enemigos. En caso de peligro se realizaba una inmersión rápida para desaparecer bajo el agua.
En la entrada del puerto solía haber una red de seguridad; para el paso del "maiale" se buscaba franquearla por arriba o por debajo, en caso necesario se hacía un agujero en la red. Una vez en el interior del puerto y, a baja velocidad y con la mitad de la cabeza fuera del agua ("lentes"), el SLC se dirigía al objetivo asignado hasta acercase a unos cien metros; entonces ya bajo el agua, guiándose con la brújula se acercaban a la nave enemiga deteniéndose bajo la quilla en la sección elegida para el buque en cuestión, que era el lugar que debía causar el mayor daño estructural para inutilizarlo y hundirlo. En contacto con el buque enemigo, fijan una grapa (o corchete) en una de las quillas de rolido (aletas que van colocadas a los lados del casco para darle estabilidad) donde va sujeto un cable que aseguran a la ojiva. Fijan una segunda grapa a la otra aleta de rolido. Regulan el reloj para que la espoleta detone la carga explosiva con el tiempo suficiente para salir del área, dirigirse a la salida y poner rumbo al lugar de encuentro con el submarino nodriza, embarcar en el submarino e izar a bordo al SLC. Ajustado el mecanismo de relojería, sueltan la ojiva que queda colgando justo debajo de la quilla del buque, al mismo tiempo que estabilizan el SLC, llenado los tanques de proa con agua, para compensar el peso perdido.